# ناحیه کون‌سنت‌مارتون
ناحیهٔ کون‌سِنت‌مارتون (به مجاری: Kunszentmártoni járás) یک ناحیه در مجارستان است که در یاس-نادی‌کون-سولنوک واقع شده‌است. ناحیهٔ کون‌سنت‌مارتون ۵۷۶٫۴۹ کیلومتر مربع مساحت و ۳۶٬۱۴۷ نفر جمعیت دارد.